# فوهة دي لافال

رسم توضيحي لفوهة دي لافال يبين سرعة المائع مع التغيرات الحادثة في درجة الحرارة و الضغط.
و نلاحظ من المنحنيات انخفاض الضغط و درجة الحرارة مع زيادة السرعة.
ملحوظة: الضغط و درجة الحرارة هنا القيم الساكنة Static.
M: رقم ماخ.
V: سرعة المائع.
T: درجة الحرارة.
P: الضغط.

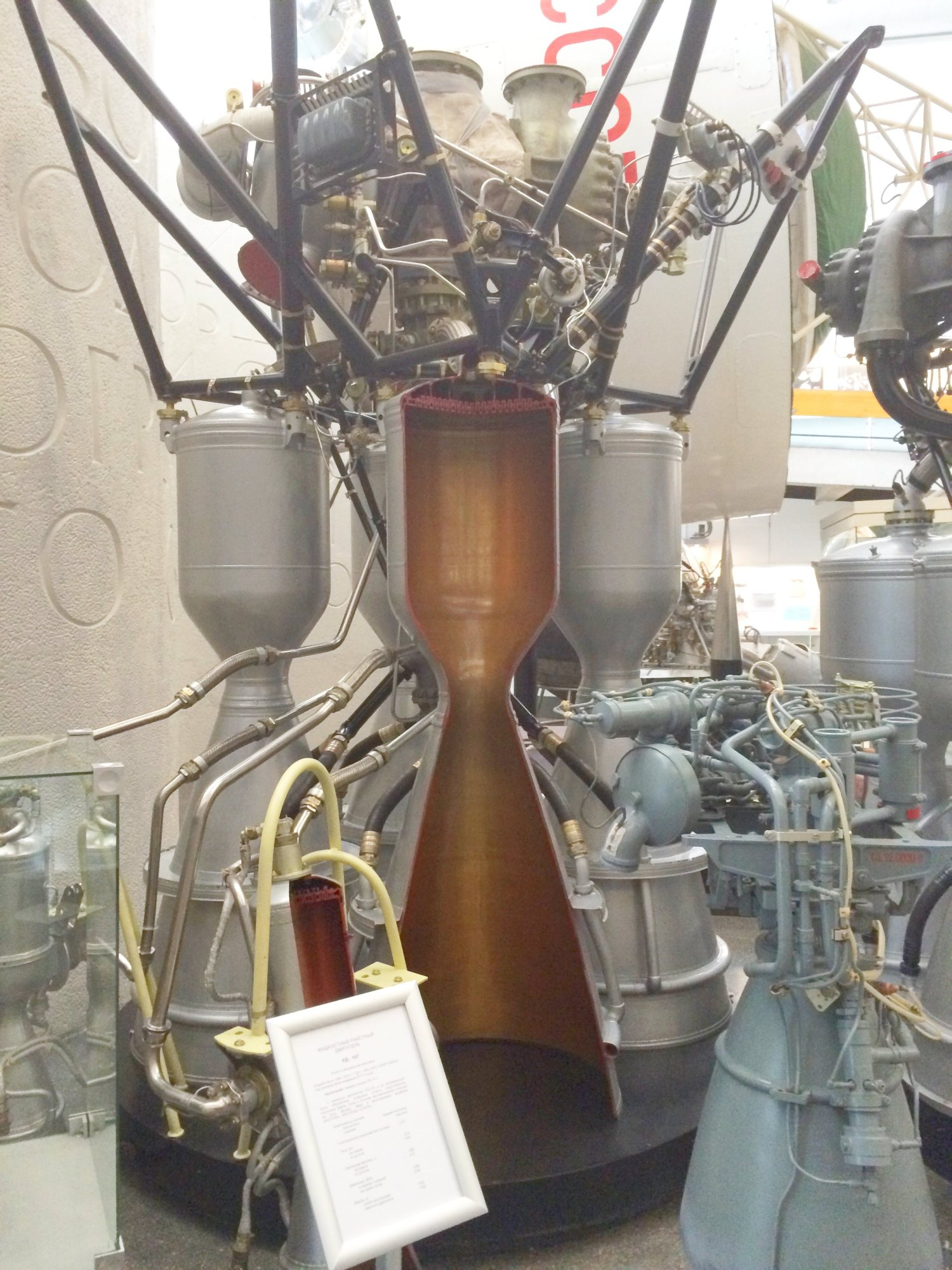
قطاع طولي في محرك Rd-107 (محرك صاروخ في متحف تشياكوفسكي للملاحة الفضائية)

فوهة دي لافال (بالإنجليزية: De laval Nozzle)‏ أو الفوهة المتقاربة المتباعدة (بالإنجليزية: convergent-divergent nozzle)‏ هي عبارة عن أنبوب ضيق عند المنتصف ومتسع من الجانبين بشكل متماثل يشبه الساعة الرملية.
تستخدم لزيادة سرعة غازات ساخنة ومضغوطة إلي سرعات عالية في اتجاه محوري عن طريق تحويل الطاقة الحرارية (إنثالبي) للغازات إلى طاقة حركة. ولذلك تستخدم فوهة دي لافال في بعض أنواع التربينات البخارية والمحركات الصاروخية والمحركات النفاثة الفوق صوتية.

## تاريخها
في عام 1888 قام المخترع السويدي جوستاف دي لافال بتصميم وتطوير هذه الفوهة بحيث تٌستخدم في التربينات البخارية. فيما كان العالم روبرت جودارد أول من قام باستخدامها في محرك صاروخ، والآن تستخدمها تقريبا كل المحركات الصاروخية التي تستخدم غازات احتراق ساخنة.

## فكرة العمل
يعتمد عملها على خصائص الغاز المختلفة عند السرعات الأقل من سرعة الصوت (بالإنجليزية: Subsonic speed)‏ والسرعات الفوق صوتية (بالإنجليزية: Supersonic speed)‏. لتبسيط العمليات الحسابية يتم فرض أن سريان الغاز أنتروبي (بالإنجليزية: Isentropic)‏ داخل فوهة دي لافال. عند دخول غاز للأنبوب بسرعة أقل من سرعة الصوت، فإن سرعة الغاز ستزداد بانخفاض مساحة مقطع الأنبوبة حيث أن معدل سريان الكتلة ثابت_(معدل سريان الكتلة يساوي حاصل ضرب الكثافة والسرعة و مساحة المقطع)__ و بما أن المساحة تقل إذا ستزداد السرعة.

تستمر سرعة الغاز بالزيادة حتى تصل لسرعة الصوت عند نقطة الخنق في الأنبوبة (بالإنجليزية: Throat point)‏ و هي النقطة التي تكون عندها مساحة مقطع الأنبوبة أقل ما يمكن، ويكون رقم ماخ عندها يساوي 1، وتعرف حالة سريان الغاز عندها وخصائصه بحالة الخنق (بالإنجليزية: Chocked flow)‏.

بعد نقطة الخنق تزداد مساحة مقطع الأنبوبة ويتمدد الغاز وتزداد سرعته فوق سرعة الصوت، أي أن رقم ماخ له يصبح أكبر من 1.

## ظروف التشغيل
- سيصل الغاز إلى حالة الخنق (بالإنجليزية: Chocked condition)‏ في فوهة دي لافال فقط إذا كانت قيمة ضغطه وكتلته كافية للوصول إلى سرعة الصوت عند نقطة الخنق غير ذلك ستعمل الأنبوبة كأنبوب بخاخ (بالإنجليزية: venturi tube)‏.
- يجب أن يكون ضغط دخول الغاز للأنبوب (الضغط الديناميكي) أكبر من الضغط المحيط بها.
- إذا لم يصل الغاز لسرعة الصوت عند نقطة الخنق، فإن سرعته تقل بازدياد مساحة المقطع بعد نقطة الخنق وتظل سرعته أقل من سرعة الصوت أي أن رقم ماخ يكون أقل من 1.
- يجب ألا يكون ضغط الخروج من الفوهة منخفض جدا.

في حالة سريان المائع بسرعة فوق صوتية_بعد الخنق_ و حيث أن ضغط المائع ينخفض بارتفاع سرعته فإن الضغط عند مخرج الفوهة يكون أقل من ضغط المائع عند الخنق، حتى يستمر السريان_ينتقل المائع من مناطق الضغط الأعلى إلي الضغط الأقل_ و لكن إن إنخفض عن قيمة معينة فإن المائع ينفصل عن جدار الفوهة ويفقد جزء من طاقته ويتوقف السريان الفوق صوتي.
- يجب ألا يزيد الضغط المحيط بالفوهة عن 2-3 أضعاف ضغط خروج الغاز الفوق صوتي _أي يتحرك بسرعة أكبر من سرعة الصوت_ حتى يسنطيع الخروج من الفوهة_معتمدا علي سرعته المرتفعة_.

## تحليل سريان الغاز في فوهات دي لافال
تتضمن عملية التحليل لسريان الغاز داخل فوهة دي لافال علي عدة مفاهيم وفروض:
- لتبسيط الحسابات يتم فرض أن الغاز غاز مثالي (بالإنجليزية: Ideal gas)‏.
- يتم فرض أن سريان الغاز أنتروبي (بالإنجليزية: Isentropic flow)‏ و بالتالي يكون انعكاسي (بالإنجليزية: Revers)‏_أي أنه لا توجد مفاقيد احتكاكية وبالتالي يمكن عكس اتجاه العملية_ و أديباتيكي (بالإنجليزية: Adiabatic)‏(ثابت الحرارة)_لا يوجد حرارة مفقودة أو مكتسبة_.

ملحوظة: السريان الأنتروبي والانعكاسي كلاهما فرض نظري فقط ولا يمكن تحقيقه عمليا، بينما السريان الأديباتيكي من الصعب تحقيقه عمليا ولكن يمكن تحقيقه.
- يتم فرض أن سريان الغاز مستقر (بالإنجليزية: Steady)‏_لا تتغير خواصه مع الزمن_ أثناء فترة الاحتراق مع الوقود.
- يكون سريان الغاز في خط مستقيم من نقطة الدخول للفوهة إلي نقطة الخروج منها.
- يكون الغاز قابل للانضغاط، حيث أنه يتحرك بسرعات مرتفعة_رقم ماخ أكبر من 0.3_ .

## سرعة غاز العادم
يتحرك الغاز بسرعة أقل من سرعة الصوت عند دخوله إلى الفوهة، وبصغر مساحة مقطع الأنبوب تزداد سرعة الغاز حتى يصل إلى سرعة الصوت عند نقطة الخنق وتكون مساحة المقطع عندها أقل ما يمكن، ثم تزداد مساحة المقطع بعد نقطة الخنق ويتمدد الغاز وتزداد سرعته المحورية (بالإنجليزية: Axial Velocity)‏ ليتحرك بسرعة أكبر من سرعة الصوت.
يمكن حساب السرعة الخطية لخروج غاز العادم من الفوهة من خلال المعادلة الرياضية التالية:

{\displaystyle v_{e}={\sqrt {{\frac {TR}{M}}\cdot {\frac {2\gamma }{\gamma -1}}\cdot \left[1-\left({\frac {p_{e}}{p}}\right)^{\frac {\gamma -1}{\gamma }}\right]}},}
حيث:
- {\displaystyle v_{e}}: سرعة خروج غاز العادم عند مخرج الفوهة.
- {\displaystyle T}: درجة الحرارة المطلقة للغاز الداخل.
- {\displaystyle M}: الكتلة الجزيئية للغاز (تعرف أيضا بالوزن الجزيئي).
- {\displaystyle {\frac {c_{p}}{c_{v}}}} = {\displaystyle \gamma } : معامل التمدد الأنتروبي (بالإنجليزية: Isentropic expansion factor)‏

حيث ({\displaystyle c_{p}} and {\displaystyle c_{v}} الحرارة النوعية للغاز عند ثبوت الضغط و ثبوت الحجم على الترتيب)
- {\displaystyle R}: الثابت العام للغازات.
- {\displaystyle P_{e}}: الضغط المطلق لغاز العادم عند مخرج الفوهة.
- {\displaystyle P}: الضغط المطلق للغاز الداخل.

بعض القيم النموذجية لسرعة خروج العادم من فوهة دي لافال لمحركات صاروخية تستخدم أنواع مختلفة من الوقود الدافع:
- 1700 إلى 2900 م/ث (3800 إلى 6500 ميل/ساعة) للوقود الدافع السائل الأحادي (بالإنجليزية: Liquid monopropellants)‏.
- 2900 إلى 4500 م/ث (6500 إلى 10100ميل/ساعة) للوقود الدافع السائل الثنائي (بالإنجليزية: Liquid bipropellants)‏.
- 2100 إلى 3200 م/ث (4700 إلى 7200ميل/ساعة) للوقود الدافع الصلب (بالإنجليزية: Solid propellants)‏.

تٌسمى أحيانا سرعة خروج غاز العادم بسرعة الخروج المثالية ويرجع ذلك إلى فرض أن الغاز مثالي.
مثال علي المعادلة السابقة، نفرض أن خصائص الغازات الناتجة عن احتراق الوقود الدافع كالتالي:
- الضغط المطلق لدخول الغاز إلي فوهة دي لافال يساوي 7 ميجا باسكال (بالإنجليزية: {\displaystyle P=7Mpa})‏.
- الضغط المطلق لخروج العادم من مخرج الصاروخ_مخرج فوهة دي لافال السمتخدمه فيه_ يساوي 0.1 ميجا باسكال(بالإنجليزية:  {\displaystyle P_{e}=0.1Mpa})‏
- درجة الحرارة المطلقة للغاز الداخل تساوي 3500 كلفن (بالإنجليزية: {\displaystyle T=3500K})‏
- معامل التمدد الأنتروبي {\displaystyle \gamma =1.22}
- الكتلة الجزيئية للغاز تساوي 22 كغم/ك.مول (بالإنجليزية: {\displaystyle M=22kg/kmole})‏

بالتعويض بالقيم السابقة في معادلة سرعة غاز العادم تنتج سرعة غاز العادم تساوي 2802 م/ث (2.8 كم/ث).
بعض الكتب التقنية قد تكون مربكة أحيانا عندما لا يوضح مؤلفيها هل يستخدمون في المعادلة الثابت العام للغازات {\displaystyle R} أم معامل الغازات (ثابت قانون الغاز) {\displaystyle R_{s}} الذي ينطبق فقط علي غازات معينة.

و يمكن الربط بين الثابتين من خلال العلاقة التالية:

Rs = R/M

حيث:
- {\displaystyle M}: الكتلة الجزيئية للغاز (تعرف أيضا بالوزن الجزيئي).[1][2][3][4][5][6][7][8]